# Južnoameričko prvenstvo u nogometu – SAD 2024.
Južnoameričko prvenstvo u nogometu – SAD 2024. ili Copa América 2024. bilo je 48. izdanje Copa Américe, međunarodnog muškog nogometnog prvenstva koje organizira južnoameričko nogometno tijelo CONMEBOL. Turnir se održavao u Sjedinjenim Američkim Državama od 20. lipnja do 14. srpnja 2024., a suorganizirao ga CONCACAF.
Sjedinjene Američke Države bile su domaćin turnira po drugi put, nakon što su 2016. bile domaćin Copa América Centenario u čast stogodišnjice osnutka prvenstva. Argentina je bila branitelj naslova. Finale će igralo 14. srpnja 2024. na stadionu Hard Rock u Miami Gardensu na Floridi.
U finalu je pobijedila Argentina Kolumbiju rezultatom 1:0.

## Stadioni
Uvodna utakmica održana je na stadionu Mercedes-Benz u Atlanti, dok će se finale održati na stadionu Hard Rock u Miami Gardensu na Floridi. Obje pozicije objavljene su 20. studenog 2023. Sva ostala mjesta odabrana su i najavljena 4. prosinca 2023., dva tjedna nakon što su potvrđena otvaranja i konačna mjesta.
| \| Arlington, Teksas \| Atlanta, Georgia \| Austin, Teksas \| \| ---------------------------- \| --------------------------- \| ----------------------------- \| \| AT&T Stadion \| Mercedes-Benz Stadion \| Q2 Stadion \| \| Kapacitet: 80.000 \| Kapacitet: 71.000 \| Kapacitet: 20.738 \| \| \| \| \| \| Charlotte, Sjeverna Karolina \| East Rutherford, New Jersey \| Houston, Teksas \| \| Stadion Bank of America \| Stadion MetLife \| Stadion NRG \| \| Kapacitet: 74.867 \| Kapacitet: 82.566 \| Kapacitet: 72.220 \| \| \| \| \| \| Inglewood, Kalifornija \| Santa Clara, Kalifornija \| Glendale, Arizona \| \| Stadion SoFi \| Stadion Levi's \| Stadion State Farm \| \| Kapacitet: 70.240 \| Kapacitet: 68.500 \| Kapacitet: 63.400 \| \| \| \| \| \| Paradise, Nevada \| Kansas City, Missouri \| Kansas City, Kansas \| \| Stadion Allegiant \| Stadion Arrowhead \| Stadion Children's Mercy Park \| \| Kapacitet: 61.000 \| Kapacitet: 76.416 \| Kapacitet: 18.467 \| \| \| \| \| \| Miami Gardens, Florida \| Orlando, Florida \| Orlando, Florida \| \| Stadion Hard Rock \| Stadion Inter&Co \| Stadion Inter&Co \| \| Kapacitet: 64.767 \| Kapacitet: 25.500 \| Kapacitet: 25.500 \| \| \| \| \| |                             |                               |
| Arlington, Teksas | Atlanta, Georgia            | Austin, Teksas                |
| AT&T Stadion | Mercedes-Benz Stadion       | Q2 Stadion                    |
| Kapacitet: 80.000 | Kapacitet: 71.000           | Kapacitet: 20.738             |
| |                             |                               |
| Charlotte, Sjeverna Karolina | East Rutherford, New Jersey | Houston, Teksas               |
| Stadion Bank of America | Stadion MetLife             | Stadion NRG                   |
| Kapacitet: 74.867 | Kapacitet: 82.566           | Kapacitet: 72.220             |
| |                             |                               |
| Inglewood, Kalifornija | Santa Clara, Kalifornija    | Glendale, Arizona             |
| Stadion SoFi | Stadion Levi's              | Stadion State Farm            |
| Kapacitet: 70.240 | Kapacitet: 68.500           | Kapacitet: 63.400             |
| |                             |                               |
| Paradise, Nevada | Kansas City, Missouri       | Kansas City, Kansas           |
| Stadion Allegiant | Stadion Arrowhead           | Stadion Children's Mercy Park |
| Kapacitet: 61.000 | Kapacitet: 76.416           | Kapacitet: 18.467             |
| |                             |                               |
| Miami Gardens, Florida | Orlando, Florida            | Orlando, Florida              |
| Stadion Hard Rock | Stadion Inter&Co            | Stadion Inter&Co              |
| Kapacitet: 64.767 | Kapacitet: 25.500           | Kapacitet: 25.500             |
| |                             |                               |

## Države sudionice
Prvenstvo uključuje šesnaest reprezentacija — deset iz CONMEBOL-a i šest iz CONCACAF-a. Pravo nastupa imalo je svih deset CONMEBOL reprezentacija.
- Argentina
- Bolivija
- Brazil
- Čile
- Ekvador
- Jamajka
- Kanada
- Kolumbija
- Kostarika
- Meksiko
- Panama
- Paragvaj
- SAD
- Urugvaj
- Venezuela